# Mejillonesite
La mejillonesite (simbolo IMA: Mej) è un rarissimo minerale appartenente alla famiglia dei classe dei "fosfati, arseniati e vanadati" e, in particolare, ai fosfati; possiede composizione chimica NaMg2(PO3OH)(PO4)(OH) • H5O2.

## Etimologia e storia
La scoperta della mejillonesite è avvenuta nel 2010 piuttosto per caso nell'ambito di una collaborazione internazionale tra scienziati provenienti da Brasile (Daniel Atencio, José M. V. Coutinho, Reynaldo R. Contreira Filho), Germania (Thomas Witzke, Gunnar Färber), Italia (Fabrizio Nestola) e Russia (Nikita V. Chukanov, Aleksandr E. Zadov).
Thomas Witzke e Gunnar Färber stavano analizzando vari campioni di minerali provenienti da depositi cileni di guano lungo la costa quando scoprirono che uno dei campioni provenienti da Cerro Mejillones, nell'omonima penisola nella provincia di Antofagasta, non presentava uno schema strutturale creato dal diffrattometro a raggi X che corrispondesse agli schemi dei minerali precedentemente noti. Dopo che fu chiaramente stabilito che il campione minerale di Mejillones era un nuovo minerale, Witzke lo chiamò in base alla sua località tipo.
Il campione tipo del minerale è conservato nel Museu de Geociências dell'Universidade de São Paulo in Brasile con il numero di catalogo DR712 e nel Museo Mineralogico intitolato ad Aleksandr Evgen'evič Fersman (FMM) dell'Accademia russa delle scienze di Mosca con il numero di catalogo 4043/1 (frammento di olotipo).

## Classificazione
Essendo stata approvata dall'Associazione Mineralogica Internazionale (IMA) come specie minerale indipendente nel 2011, la mejillonesite non è elencata nella classica nona edizione della sistematica dei minerali secondo Strunz, aggiornata dall'IMA fino al 2009.
Il minerale è presente nell'edizione successiva, proseguita dal database "mindat.org" e chiamata Classificazione Strunz-mindat, nella quale la mejillonesite è elencata nella classe "8. Fosfati, arseniati, vanadati" e nella sottoclasse "8.D Fosfati, ecc. con anioni aggiuntivi, con H2O"; qui è in attesa dell'assegnazione di una sezione con il numero di sistema 8.D0.
Nella Sistematica dei lapis (Lapis-Systematik) di Stefan Weiß la mejillonesite si trova nella classe degli "fosfati, arseniati e vanadati" e nella sottoclasse degli "fosfati [arseniati e vanadati] idrati, con anioni estranei"; qui è all'interno della sezione dei minerali con "cationi medi e molto grandi: Al-Mg e Ca-Na-K" dove forma il sistema nº VII/D.38 insieme all'angarfite.

## Abito cristallino
La mejillonesite cristallizza nel sistema ortorombico nel gruppo spaziale Pbca (gruppo nº 61) con i parametri reticolari a = 16,295(1) Å, b = 13,009(2) Å e c = 8,434(1) Å, oltre ad avere 8 unità di formula per cella unitaria.

## Origine e giacitura
La mejillonesite si è formata al contatto tra il granito e quello che oggi è uno strato siliceo a grana fine, completamente alterato, alla base di un deposito di guano di uccelli costieri del Pliocene (circa 2,5 milioni di anni fa); la paragenesi è con bobierrite, clinoptilolite-K, clinoptilolite-Na, gesso e opale.
La mejillonesite è molto rara ed è stata trovata solo nella sua località tipo, "Cerro Mejillones" (23.09583°S 70.515°W) nei pressi di Mejillones (Cile) e nella miniera di "Marcel" nel voivodato della Slesia (Polonia).

## Forma in cui si presenta in natura
La mejillonesite si presenta in cristalli prismatici tabulari allungati e spessi, con dimensioni fino a 6 mm, solitamente in aggregati raggiati. Il minerale è trasparente con lucentezza vitrea; è incolore e il suo striscio è bianco.

## Caratteristiche
La mejillonesite, insieme al romboclasio ((H5O2)Fe3+(SO4)2 • 2H2O) è l'unico minerale a presentare nella sua composizione l'acqua cristallina legata nella forma cationica H5O+2: questi cationi sono detti cationi Zündel (in onore del fisico tedesco Georg Zündel).